# Wapen van Merksplas

Het wapen van Merksplas

Het wapen van Merksplas is het heraldisch wapen van de Antwerpse gemeente Merksplas. Het wapen werd op 27 juni 1846, per koninklijk besluit aan de gemeente toegekend. Nadien is het wapen een keer gewijzigd, om het wapen meer onderscheidend te maken van vergelijkbare wapens.

## Blazoeneringen
De blazoenering van het eerste wapen luidt als volgt:
De sable au lion d'argent.
Dit wapen is geheel zwart van kleur met daarop een op zijn achterpoten staande, geheel zilveren leeuw.
Tweede wapen
In sabel, omkleed van goud, een leeuw van het tweede, geklauwd en getongd van keel.
Het wapen is eveneens zwart van kleur, met vier gouden randen, waardoor het zwarte veld een ruit vormt. De staande leeuw is eveneens goudkleurig. De tong en nagels zijn rood van kleur.

## Geschiedenis
Het wapen dat in 1846 werd toegekend aan Merksplas is gebaseerd op een 16e- en 17e-eeuws zegel van de schepenbank. Een eerste bekende zegel stamt uit 1568 en is van de twee samengevoegde schepenbanken van Merksplas. Tot dat jaar telde Merksplas een schepenbank van de Sint-Michielsabdij van Antwerpen en een van het graafschap Turnhout dat rechten had in Merksplas. Volgens de conservator van de Koninklijke Bibliotheek is het wapen gebaseerd op dat van het eerste kwartier uit het wapen van de vorsten van Salm-Salm. Het wapen van Salm-Salm had echter als eerste kwartier een rode leeuw op een gouden vlak. De bewering zit er ook naast omdat oudere zegels reeds een leeuw tonen. Hierdoor is de leeuw zeer waarschijnlijk niet van Salm-Salm, maar van het Hertogdom Brabant
Het wapen werd aangepast op aanraden van de Vlaamse Heraldische Raad. De ruit, eveneens historisch correct, werd voorgesteld zodat het wapen beter te onderscheiden zou zijn van andere wapens die gebaseerd zijn op het wapen van Brabant.
De gemeentelijke vlag werd eveneens aangepast, maar toont nog wel de oude kleuren. Ook staat het oude wapen op de vlag.

## Vergelijkbare wapens
Het wapen is op historische gronden te vergelijken met de volgende wapens:

Het wapen van het Vorstendom Salm-Salm anno 1499
Het wapen van het hertogdom Brabant